# Agno (Pangasinan)
Agno ist eine Stadtgemeinde in der philippinischen Provinz Pangasinan und liegt am Südchinesischen Meer.
Im Jahre 2015 lebten in dem 165,2 km² großen Gebiet 28.052 Menschen, wodurch sich eine Bevölkerungsdichte von 170 Einwohnern pro km² ergibt. Der größte Teil des Gemeindegebietes ist relativ flach – es steigt zwischen Küste und Landesinneren nur wenig an.

## Verwaltungsgliederung
Agno ist in folgende 17 Baranggays aufgeteilt:
| - Allabon - Aloleng - Bangan-Oda - Baruan - Boboy - Cayungnan - Dangley - Gayusan - Macaboboni | - Magsaysay - Namatucan - Patar - Poblacion East - Poblacion West - San Juan - Tupa - Viga |

Anmerkung: Población (spanisch für Population) bezeichnet auf den Philippinen mehrere im Zentrum einer Stadtgemeinde liegende Barangays.